# Angaran
Gli Angaran furono una famiglia aristocratica vicentina, ascritta al patriziato veneziano e annoverata fra le cosiddette Case fatte per soldo. Inizialmente gli Angaran erano suddivisi in due rami: Angaran del Sole e Angaran delle Stelle, confluiti, dopo la morte del conte Giacomo Angaran senza eredi legittimi, in un'unica casata.

## Storia
Potente casata feudale, i suoi possedimenti si estendevano attorno ad Angarano (attuale sobborgo di Bassano del Grappa), da cui presero il nome. Sin dai primi tempi appartenne al Consiglio nobile di Vicenza e si fregiava del titolo comitale.
Furono aggregati al patriziato veneziano il 5 giugno 1655, dopo aver offerto i consueti centomila ducati da impiegare nella guerra di Candia contro i Turchi.
Il 22 novembre 1817, con Sovrana Risoluzione, questo casato fu ascritto alla nobiltà dell'Impero austriaco.

## Membri illustri
- Giacomo Giorgio Angaran (1740 - 1791), politico veneziano.
- Giacomo Angaran (1526-1595), conte, committente e amico di Andrea Palladio.

## Architetture
Palazzi di Venezia
- Casa Angaran, a Dorsoduro

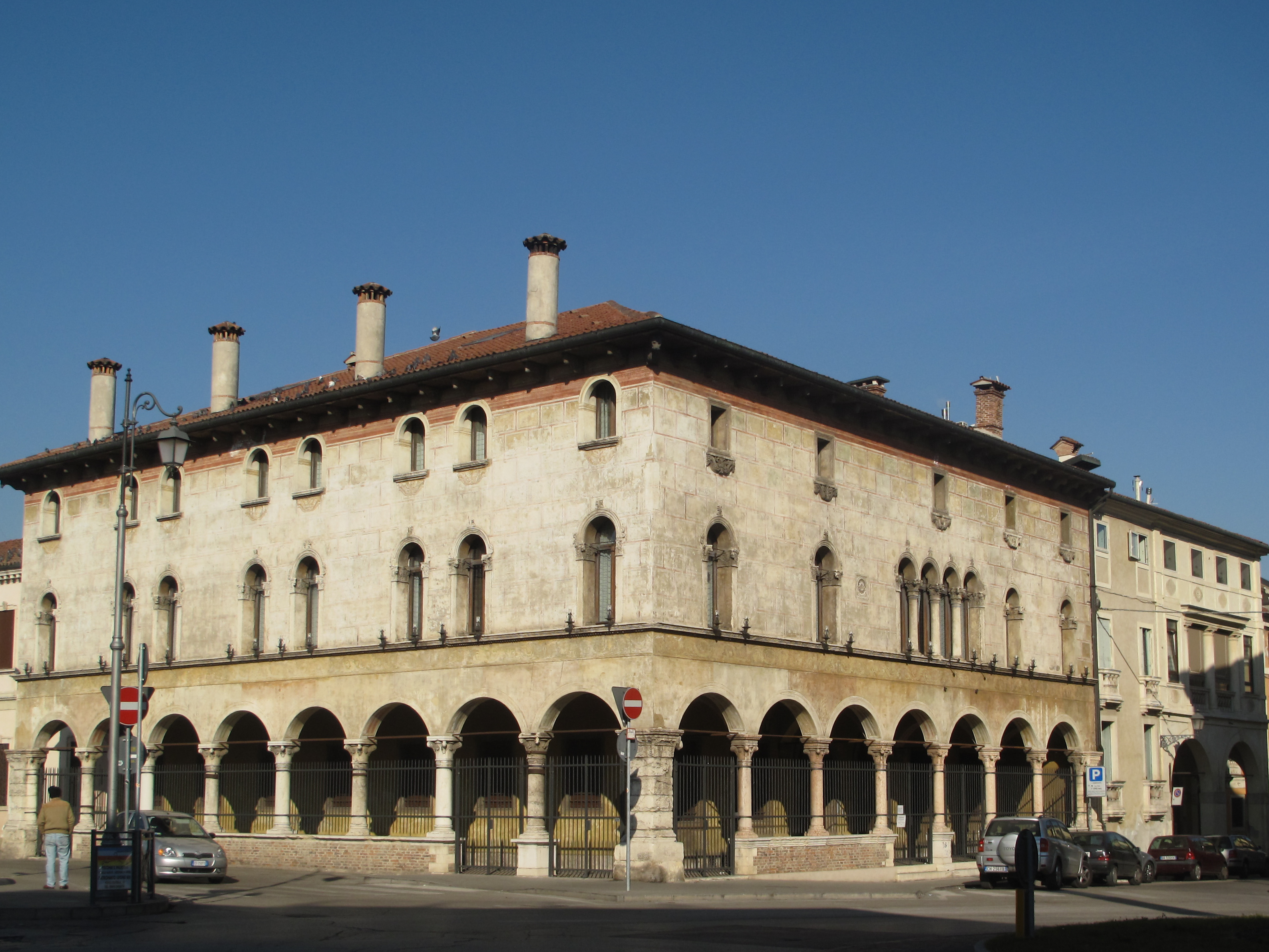
Palazzo Angaran a Vicenza

- Palazzo Caotorta Angaran, sempre a Dorsoduro

Palazzi di Vicenza
- Palazzo Angaran, in piazza XX Settembre a Vicenza
- Palazzo Angaran o Palazzo Schio Vaccari Lioy Angaran, in contrà San Marco 39
- Palazzo Angaran alle Fontanelle, progettato agli inizi del Settecento da Francesco Muttoni in contrà delle Fontanelle (oggi via IV Novembre, Borgo di San Pietro), non più esistente

Ville

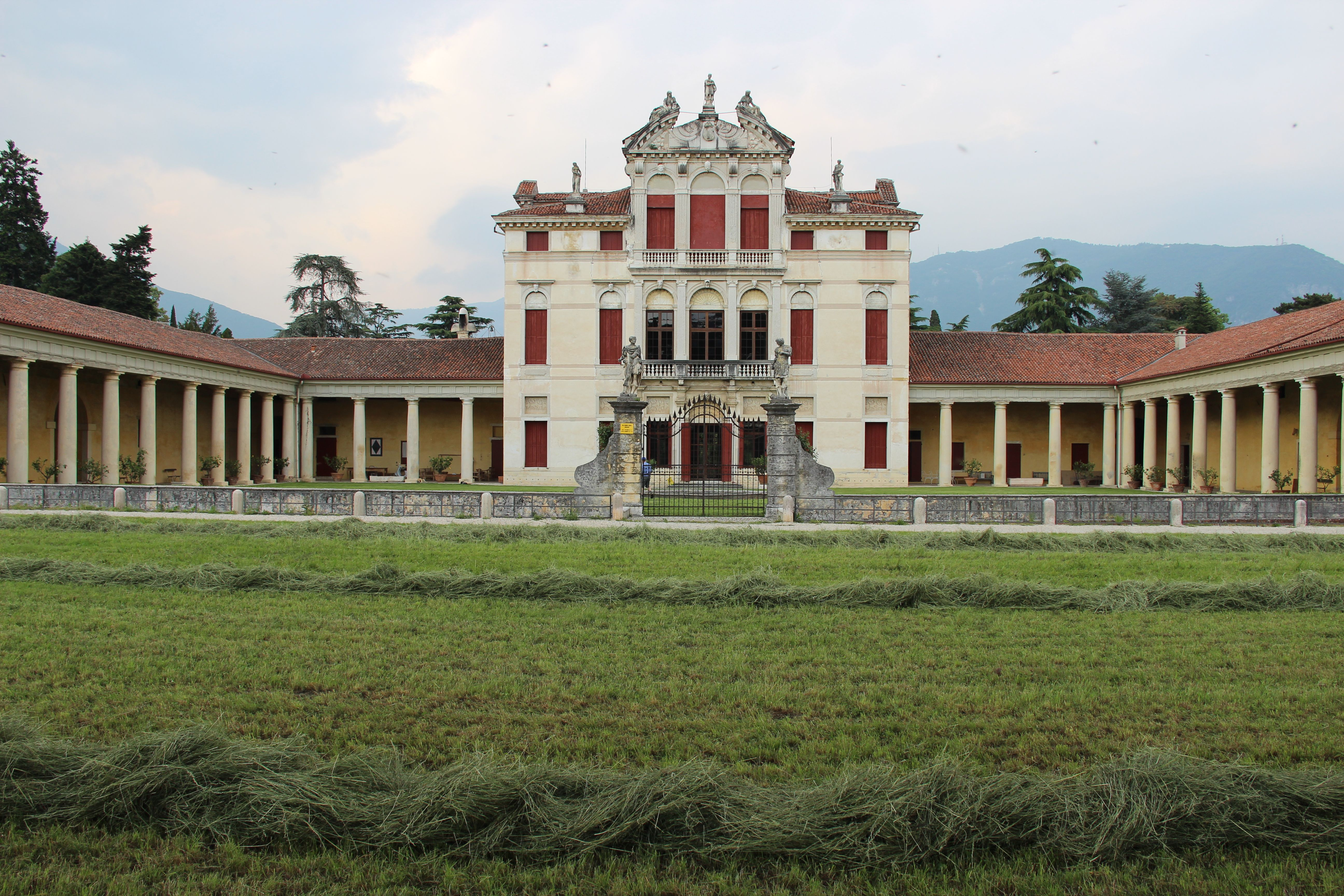
Villa Angarano Bianchi Michiel a Bassano del Grappa

- Villa Angaran delle Stelle, Velo, Piccoli, Cogo, Pretto, Zarantonello a Bertesina di Vicenza (XVI secolo)[6]
- Villa Angarano, Formenti, Molin, Molin Gradenigo, Gradenigo, Pisani Michiel, Michiel, Bianchi Michiel a Sant'Eusebio di Bassano del Grappa (XVI secolo) - La costruzione fu realizzata da Andrea Palladio su commissione di Giacomo Angarano[7]
- Villa Angarano, Gradenigo, Favero, detta "San Giuseppe" ad Angarano di Bassano del Grappa (XVI secolo) - Altro edificio commissionato da Giacomo Angarano; l'autore è però sconosciuto[8]
- Villa Angaran delle Stelle, Grimani, Da Porto, Trevisan, Segafredo, Fogliotto, Garofolo (XV secolo) e villa Angaran delle Stelle, Grimani, Trevisan, Seganfredo, Cattaneo (XVIII secolo) a Mason Vicentino - La famiglia ebbe vaste proprietà nella zona sin dal Quattrocento[9][10]
- Villa Zino, Angaran, Grimani a Zelarino di Venezia (XVIII secolo) - La famiglia ne fu proprietaria per un periodo, come attestano una mappa del 1817 e uno stemma lapideo collocato su una delle due facciate[11]
- Villa Angarani delle Stelle, Gregorj a Lancenigo di Villorba (XVII secolo)[12]

Altro
- Cappella Angaran nella chiesa di Santa Corona a Vicenza